# Máximo Tajes
Máximo Tajes (Canelones, 23 de noviembre de 1852 - Montevideo, 21 de noviembre de 1912), militar y político uruguayo. Ejerció como presidente de Uruguay desde el 18 de noviembre de 1886 hasta el 1 de marzo de 1890.

## Biografía
Ingresó al Ejército en 1868, y pocos años después ya era capitán (1875) en ocasión de ser nombrado segundo jefe del Batallón 5.º de Cazadores, organizado por Máximo Santos, con quien le unía una amistad familiar y personal. Coronel en 1880, cuando aún no contaba con treinta años de edad, fue destinado por esos días a la frontera norte con la misión de vigilar las actividades de Lorenzo Latorre, a quien la administración de Francisco Antonino Vidal Silva señalaba como gestor de un posible retorno al poder.
Fue Jefe Político y de Policía del departamento de Durazno cuando Santos ocupó la presidencia, y en agosto de 1882 fue nombrado Ministro de Guerra y Marina. En tal cometido, le cupo acudir a la represión del levantamiento que, organizado por la oposición, desembocó en la batalla del Quebracho (31 de marzo de 1886), y que resultó en una completa derrota para los revolucionarios.
El 18 de noviembre del 1886, al presentar renuncia Máximo Santos a la Presidencia, tras la formación del Ministerio de la Conciliación, el parlamento nombró a Tajes, que para entonces seguía ocupando el Ministerio de Guerra y Marina, como Presidente de la República para completar el segundo período constitucional de Francisco Antonino Vidal Silva, iniciado el 1 de marzo de 1886 y que concluía el 1 de marzo de 1890.
Su gobierno estuvo marcado por el progresivo desmantelamiento de los signos más ostensibles del militarismo que con su administración se retiraba (proceso en el cual tiene una importancia clave la figura de su Ministro de Gobierno, Julio Herrera y Obes). El 27 de diciembre de 1886 fue disuelto el Batallón 5.º de Cazadores, símbolo del régimen de Santos y verdadera policía política de este. Muy poco tiempo después, el propio Santos, que se había ausentado del país, intentó regresar, siendo impedido por una ley de destierro votada por el parlamento el 28 de enero de 1887.
En la misma dirección, una segunda ley de destierro del 6 de agosto de 1887, esta vez dictada contra el expresidente Lorenzo Latorre, que había pedido también retornar al país, terminaba dejando a las dos principales figuras del régimen anterior fuera de fronteras.
Durante su gobierno el Uruguay vivió un breve periodo de bonanza económica y de especulación financiera, momento conocido como la "Época de Reus", en alusión a Emilio Reus, un capitalista español que se había asociado con el estado uruguayo y con el que fundó en sociedad el "Banco Nacional" (1887). Esta prosperidad se debía sobre todo a la inversión en el Uruguay de capitales argentinos excedentes, producto de movimientos tales como la cerealización de la Mesopotamia o la construcción del puerto de Buenos Aires.

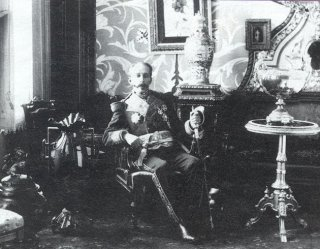
Máximo Tajes.

Sin embargo, una serie de contrariedades que debió enfrentar el aún débil capitalismo uruguayo, combinado con la inestabilidad política argentina que alentó el retiro de capitales provenientes de aquel país en 1890, dieron por tierra con la economía uruguaya, que cayó en una profunda crisis. Por aquellos días (marzo de 1890) terminaba el periodo de Máximo Tajes, a quien sucedió Julio Herrera y Obes.
En los años que se reseñan, Máximo Tajes fue uno de los fundadores del Ateneo Militar, institución paramasónica que tendía a la profesionalización del ejército uruguayo y a su abstención política, y que tuvo una influencia importante entre la oficialidad de aquel tiempo.
En 1894 su nombre fue manejado como candidato a la Presidencia de la República, aunque luego no se concretaría su elección. Poco tiempo más tarde, y hallándose aún activo durante la presidencia de Juan Idiarte Borda, Tajes fue uno de los oficiales militares que combatieron al segundo movimiento insurreccional de Aparicio Saravia, entre marzo y agosto de 1897. En tal ocasión, Tajes buscó obtener el crédito que en su momento tuviera Latorre años atrás al vencer a la "Revolución Tricolor" de 1875: el de "pacificador nacional", que probablemente lo proyectara a ser el candidato seguro para las elecciones de 1898.
No fue así, y Tajes no consiguió su ansiada victoria definitiva sobre Saravia (el cual, en los hechos, no fue vencido), y mucho menos la Presidencia de la República, de la que el golpe de Estado del 10 de febrero de 1898, orquestado por Juan Lindolfo Cuestas lo alejaría para siempre.
En esa etapa de su vida, fue frecuente su visita a la estancia de su amigo, socio y consuegro, Francisco León Barreto, un comerciante propietario de una de las estancias de vanguardia de su época, que desde el año 1904, llamó "Buen Retiro", sobre la margen derecha del río Queguay Grande, en el paraje Tres Árboles, en las cercanías de Pueblo Morató, Departamento de Paysandú.
Pasó a retiro en 1900 y murió pocos años después, en 1912, sin haber tenido ninguna intervención en la vida política o militar posterior.

### Gabinete de gobierno
| Ministerio                            | Nombre                       | Período     |
| ------------------------------------- | ---------------------------- | ----------- |
| Gobierno                              | José Pedro Ramírez           | 1886        |
| Gobierno                              | Julio Herrera y Obes         | 1886 - 1889 |
| Gobierno                              | Juan Alberto Capurro         | 1889 - 1890 |
| Relaciones Exteriores                 | Juan Carlos Blanco Fernández | 1886        |
| Relaciones Exteriores                 | Domingo Mendilaharsu         | 1886 - 1887 |
| Relaciones Exteriores                 | Ildefonso García Lagos       | 1887 - 1890 |
| Hacienda                              | Antonio María Márquez        | 1886 - 1889 |
| Hacienda                              | Jacobo Varela                | 1889 - 1890 |
| Guerra y Marina                       | Pedro Severo De León         | 1886 - 1890 |
| Justicia, Culto e Instrucción Pública | Aureliano Rodríguez Larreta  | 1886        |
| Justicia, Culto e Instrucción Pública | Marcelino Berthelot          | 1886 - 1887 |
| Justicia, Culto e Instrucción Pública | Duvimioso Terra              | 1887 - 1888 |
| Justicia, Culto e Instrucción Pública | Martín Berinduague           | 1888 - 1890 |